# Kinkažu
Kinkažu (kinkadžu; Potos flavus) je kišno-šumski sisavac i Srednje i Južne Amerike iz porodice rakuna. Jedini je član roda Potos. 

## Opis
Kinkadžui se kreću samo noću u visokim krošnjama prašume. Odrasli su veličine mačke, teže od 1,4-4,6 kg. Dužina tijela je 40-60 cm; rep im je također toliko dugačak i glavna mu je namjena da se s njime pridržava prilikom veranja po stablima. Ima velike oči i male zaobljene uši.

## Podvrste
Postoji sedam podvrsta kinkažu-a: 
- Potos flavus chapadensis J. A. Allen, 1904
- Potos flavus chiriquensis J. A. Allen, 1904
- Potos flavus flavus (Schreber, 1774)
- Potos flavus megalotus (Martin, 1836)
- Potos flavus meridensis Thomas, 1902
- Potos flavus modestus Thomas, 1902
- Potos flavus nocturnus Wied-Neuwied, 1826

Izvori